# مكاو أزرق الجناح
مكاو أزرق الجناح هو نوع من طائر المكاو يعيش في وسط وشرق أمريكا الجنوبية.